# ریچارد ایمپولا
ریچارد ایمپولا (انگلیسی: Richard Impola; ۱۹۲۳ – ۱۸ مارس ۲۰۱۵) استاد دانشگاه، و مترجم اهل فنلاند بود. او استاد و مترجم فنلاندی-آمریکایی بود. ایمپولا استاد بازنشسته زبان و ادبیات انگلیسی در دانشگاه ایالتی نیویورک، کالج نیو پالتز، بود و اشعار و نثر فنلاندی را به زبان انگلیسی ترجمه می‌کرد، از جمله سه‌گانه‌ی «زیر ستاره‌ی شمال» اثر واینو لینا که بخش سوم آن در همان روزی منتشر شد که در سال ۲۰۰۳ مدال شوالیه درجه یک نشان شیر فنلاند به او اهدا شد.